# Massa (rzeka)
Massa (arab. واد ماسة) – rzeka w południowym Maroku położona w regionie Sus. Źródło Massy zlokalizowane jest wśród gór Antyatlasu. Rzeka płynie na północny zachód i uchodzi do Oceanu Atlantyckiego w Parku Narodowym Souss-Massa. Główną i największą tamą na rzece Massa jest wybudowana w 1972 tama Yusuf Ibn Tashfin.